# Бордо
Бордо (фр. Bordeaux) је град у југозападној Француској, главни град региона Нова Аквитанија и департмана Жиронда. По подацима из 2011. године број становника у месту је био 239.399, а густина насељености је износила 4.850 становника/km². У широј градској области (Бордо-Либурн-Арашон) живи 1,2 милиона људи. Шире подручје око Бордоа се сматра за веома атрактивно за живот, па се становништво за само 9 година повећало за чак 200.000 (од 1999. до 2008).
Град је познат у свету по виноградима у својој околини, посебно од 18. века („златно доба Бордоа“).

## Географија
Бордо се налази на реци Гарона, око 45 километара од Бискајског залива, дела Атлантског океана. Град се због облика реке често назива Месечева лука. Неколико километра низводно од центра река Гарона се састаје са реком Дордоња и гради естуар Жиронда дуг око 70 километара. У време плиме морска вода потисне речну уназад и подигне ниво речних вода за један метар.

### Клима
У Бордоу влада океанска клима. Зиме су благе услед благих ветрова са Атлантика, док су лета дуга и топла. Просечна зимска температура је 6,53 °C. Просечна летња температура је 19,51 °C, а рекорд је забележен 2003. са 23,3 °C.
| Клима Бордоа (BOD), елевација: 47 m (154 ft), 1991–2020 нормале, екстреми 1920–садашњост | Клима Бордоа (BOD), елевација: 47 m (154 ft), 1991–2020 нормале, екстреми 1920–садашњост | Клима Бордоа (BOD), елевација: 47 m (154 ft), 1991–2020 нормале, екстреми 1920–садашњост | Клима Бордоа (BOD), елевација: 47 m (154 ft), 1991–2020 нормале, екстреми 1920–садашњост | Клима Бордоа (BOD), елевација: 47 m (154 ft), 1991–2020 нормале, екстреми 1920–садашњост | Клима Бордоа (BOD), елевација: 47 m (154 ft), 1991–2020 нормале, екстреми 1920–садашњост | Клима Бордоа (BOD), елевација: 47 m (154 ft), 1991–2020 нормале, екстреми 1920–садашњост | Клима Бордоа (BOD), елевација: 47 m (154 ft), 1991–2020 нормале, екстреми 1920–садашњост | Клима Бордоа (BOD), елевација: 47 m (154 ft), 1991–2020 нормале, екстреми 1920–садашњост | Клима Бордоа (BOD), елевација: 47 m (154 ft), 1991–2020 нормале, екстреми 1920–садашњост | Клима Бордоа (BOD), елевација: 47 m (154 ft), 1991–2020 нормале, екстреми 1920–садашњост | Клима Бордоа (BOD), елевација: 47 m (154 ft), 1991–2020 нормале, екстреми 1920–садашњост | Клима Бордоа (BOD), елевација: 47 m (154 ft), 1991–2020 нормале, екстреми 1920–садашњост | Клима Бордоа (BOD), елевација: 47 m (154 ft), 1991–2020 нормале, екстреми 1920–садашњост |
| Показатељ \ Месец                                                                        | .Јан.                                                                                    | .Феб.                                                                                    | .Мар.                                                                                    | .Апр.                                                                                    | .Мај.                                                                                    | .Јун.                                                                                    | .Јул.                                                                                    | .Авг.                                                                                    | .Сеп.                                                                                    | .Окт.                                                                                    | .Нов.                                                                                    | .Дец.                                                                                    | .Год.                                                                                    |
| ---------------------------------------------------------------------------------------- | ---------------------------------------------------------------------------------------- | ---------------------------------------------------------------------------------------- | ---------------------------------------------------------------------------------------- | ---------------------------------------------------------------------------------------- | ---------------------------------------------------------------------------------------- | ---------------------------------------------------------------------------------------- | ---------------------------------------------------------------------------------------- | ---------------------------------------------------------------------------------------- | ---------------------------------------------------------------------------------------- | ---------------------------------------------------------------------------------------- | ---------------------------------------------------------------------------------------- | ---------------------------------------------------------------------------------------- | ---------------------------------------------------------------------------------------- |
| Апсолутни максимум, °C (°F)                                                              | 20,8 (69,4)                                                                              | 26,2 (79,2)                                                                              | 27,7 (81,9)                                                                              | 31,1 (88)                                                                                | 35,4 (95,7)                                                                              | 40,5 (104,9)                                                                             | 41,2 (106,2)                                                                             | 40,7 (105,3)                                                                             | 37,0 (98,6)                                                                              | 32,2 (90)                                                                                | 26,7 (80,1)                                                                              | 22,5 (72,5)                                                                              | 41,2 (106,2)                                                                             |
| Максимум, °C (°F)                                                                        | 10,5 (50,9)                                                                              | 12,0 (53,6)                                                                              | 15,5 (59,9)                                                                              | 18,0 (64,4)                                                                              | 21,7 (71,1)                                                                              | 25,0 (77)                                                                                | 27,1 (80,8)                                                                              | 27,6 (81,7)                                                                              | 24,2 (75,6)                                                                              | 19,6 (67,3)                                                                              | 14,1 (57,4)                                                                              | 11,0 (51,8)                                                                              | 18,9 (66)                                                                                |
| Просек, °C (°F)                                                                          | 7,1 (44,8)                                                                               | 7,8 (46)                                                                                 | 10,7 (51,3)                                                                              | 13,0 (55,4)                                                                              | 16,6 (61,9)                                                                              | 19,8 (67,6)                                                                              | 21,7 (71,1)                                                                              | 21,9 (71,4)                                                                              | 18,8 (65,8)                                                                              | 15,2 (59,4)                                                                              | 10,4 (50,7)                                                                              | 7,7 (45,9)                                                                               | 14,2 (57,6)                                                                              |
| Минимум, °C (°F)                                                                         | 3,7 (38,7)                                                                               | 3,6 (38,5)                                                                               | 5,8 (42,4)                                                                               | 8,0 (46,4)                                                                               | 11,4 (52,5)                                                                              | 14,6 (58,3)                                                                              | 16,2 (61,2)                                                                              | 16,3 (61,3)                                                                              | 13,3 (55,9)                                                                              | 10,7 (51,3)                                                                              | 6,7 (44,1)                                                                               | 4,4 (39,9)                                                                               | 9,6 (49,3)                                                                               |
| Апсолутни минимум, °C (°F)                                                               | −16,4 (2,5)                                                                              | −14,8 (5,4)                                                                              | −9,9 (14,2)                                                                              | −5,3 (22,5)                                                                              | −1,8 (28,8)                                                                              | 2,5 (36,5)                                                                               | 5,2 (41,4)                                                                               | 4,7 (40,5)                                                                               | −1,8 (28,8)                                                                              | −5,3 (22,5)                                                                              | −7,3 (18,9)                                                                              | −13,4 (7,9)                                                                              | −16,4 (2,5)                                                                              |
| Количина падавина, mm (in)                                                               | 86,9 (3,421)                                                                             | 66,9 (2,634)                                                                             | 63,3 (2,492)                                                                             | 75,6 (2,976)                                                                             | 71,1 (2,799)                                                                             | 70,4 (2,772)                                                                             | 48,6 (1,913)                                                                             | 56,7 (2,232)                                                                             | 81,2 (3,197)                                                                             | 83,3 (3,28)                                                                              | 114,5 (4,508)                                                                            | 106,4 (4,189)                                                                            | 924,9 (36,413)                                                                           |
| Дани са падавинама (≥ 1.0 mm)                                                            | 12,2                                                                                     | 10,1                                                                                     | 10,7                                                                                     | 11,2                                                                                     | 10,0                                                                                     | 8,3                                                                                      | 7,1                                                                                      | 7,0                                                                                      | 9,3                                                                                      | 10,7                                                                                     | 13,3                                                                                     | 12,7                                                                                     | 122,5                                                                                    |
| Сунчани сати — месечни просек                                                            | 89,8                                                                                     | 117,4                                                                                    | 170,2                                                                                    | 186,0                                                                                    | 220,8                                                                                    | 237,7                                                                                    | 256,0                                                                                    | 248,8                                                                                    | 208,8                                                                                    | 150,3                                                                                    | 100,0                                                                                    | 84,1                                                                                     | 2.069,8                                                                                  |
| Извор: Meteo France                                                                      |                                                                                          |                                                                                          |                                                                                          |                                                                                          |                                                                                          |                                                                                          |                                                                                          |                                                                                          |                                                                                          |                                                                                          |                                                                                          |                                                                                          |                                                                                          |

| Клима Бордоа (Бордо-Мерињак aerodrom), елевација: 47 m or 154 ft, 1961-1990 нормале и екстреми | Клима Бордоа (Бордо-Мерињак aerodrom), елевација: 47 m or 154 ft, 1961-1990 нормале и екстреми | Клима Бордоа (Бордо-Мерињак aerodrom), елевација: 47 m or 154 ft, 1961-1990 нормале и екстреми | Клима Бордоа (Бордо-Мерињак aerodrom), елевација: 47 m or 154 ft, 1961-1990 нормале и екстреми | Клима Бордоа (Бордо-Мерињак aerodrom), елевација: 47 m or 154 ft, 1961-1990 нормале и екстреми | Клима Бордоа (Бордо-Мерињак aerodrom), елевација: 47 m or 154 ft, 1961-1990 нормале и екстреми | Клима Бордоа (Бордо-Мерињак aerodrom), елевација: 47 m or 154 ft, 1961-1990 нормале и екстреми | Клима Бордоа (Бордо-Мерињак aerodrom), елевација: 47 m or 154 ft, 1961-1990 нормале и екстреми | Клима Бордоа (Бордо-Мерињак aerodrom), елевација: 47 m or 154 ft, 1961-1990 нормале и екстреми | Клима Бордоа (Бордо-Мерињак aerodrom), елевација: 47 m or 154 ft, 1961-1990 нормале и екстреми | Клима Бордоа (Бордо-Мерињак aerodrom), елевација: 47 m or 154 ft, 1961-1990 нормале и екстреми | Клима Бордоа (Бордо-Мерињак aerodrom), елевација: 47 m or 154 ft, 1961-1990 нормале и екстреми | Клима Бордоа (Бордо-Мерињак aerodrom), елевација: 47 m or 154 ft, 1961-1990 нормале и екстреми | Клима Бордоа (Бордо-Мерињак aerodrom), елевација: 47 m or 154 ft, 1961-1990 нормале и екстреми |
| Показатељ \ Месец                                                                              | .Јан.                                                                                          | .Феб.                                                                                          | .Мар.                                                                                          | .Апр.                                                                                          | .Мај.                                                                                          | .Јун.                                                                                          | .Јул.                                                                                          | .Авг.                                                                                          | .Сеп.                                                                                          | .Окт.                                                                                          | .Нов.                                                                                          | .Дец.                                                                                          | .Год.                                                                                          |
| ---------------------------------------------------------------------------------------------- | ---------------------------------------------------------------------------------------------- | ---------------------------------------------------------------------------------------------- | ---------------------------------------------------------------------------------------------- | ---------------------------------------------------------------------------------------------- | ---------------------------------------------------------------------------------------------- | ---------------------------------------------------------------------------------------------- | ---------------------------------------------------------------------------------------------- | ---------------------------------------------------------------------------------------------- | ---------------------------------------------------------------------------------------------- | ---------------------------------------------------------------------------------------------- | ---------------------------------------------------------------------------------------------- | ---------------------------------------------------------------------------------------------- | ---------------------------------------------------------------------------------------------- |
| Апсолутни максимум, °C (°F)                                                                    | 19,1 (66,4)                                                                                    | 25,0 (77)                                                                                      | 27,7 (81,9)                                                                                    | 28,6 (83,5)                                                                                    | 32,6 (90,7)                                                                                    | 37,0 (98,6)                                                                                    | 38,8 (101,8)                                                                                   | 38,3 (100,9)                                                                                   | 37,0 (98,6)                                                                                    | 31,5 (88,7)                                                                                    | 24,7 (76,5)                                                                                    | 22,5 (72,5)                                                                                    | 38,8 (101,8)                                                                                   |
| Средњи максимум, °C (°F)                                                                       | 12,6 (54,7)                                                                                    | 16,3 (61,3)                                                                                    | 17,1 (62,8)                                                                                    | 19,5 (67,1)                                                                                    | 25,3 (77,5)                                                                                    | 29,3 (84,7)                                                                                    | 29,2 (84,6)                                                                                    | 29,4 (84,9)                                                                                    | 27,0 (80,6)                                                                                    | 21,4 (70,5)                                                                                    | 16,1 (61)                                                                                      | 14,4 (57,9)                                                                                    | 29,4 (84,9)                                                                                    |
| Максимум, °C (°F)                                                                              | 9,9 (49,8)                                                                                     | 11,1 (52)                                                                                      | 13,4 (56,1)                                                                                    | 16,1 (61)                                                                                      | 19,4 (66,9)                                                                                    | 23,2 (73,8)                                                                                    | 25,9 (78,6)                                                                                    | 25,5 (77,9)                                                                                    | 24,0 (75,2)                                                                                    | 19,3 (66,7)                                                                                    | 13,2 (55,8)                                                                                    | 10,0 (50)                                                                                      | 17,58 (63,65)                                                                                  |
| Просек, °C (°F)                                                                                | 6,2 (43,2)                                                                                     | 7,5 (45,5)                                                                                     | 8,7 (47,7)                                                                                     | 11,2 (52,2)                                                                                    | 14,2 (57,6)                                                                                    | 17,7 (63,9)                                                                                    | 20,2 (68,4)                                                                                    | 19,6 (67,3)                                                                                    | 17,9 (64,2)                                                                                    | 14,3 (57,7)                                                                                    | 9,1 (48,4)                                                                                     | 6,6 (43,9)                                                                                     | 12,77 (55)                                                                                     |
| Минимум, °C (°F)                                                                               | 2,5 (36,5)                                                                                     | 3,6 (38,5)                                                                                     | 4,2 (39,6)                                                                                     | 6,3 (43,3)                                                                                     | 9,1 (48,4)                                                                                     | 12,4 (54,3)                                                                                    | 14,3 (57,7)                                                                                    | 13,9 (57)                                                                                      | 12,2 (54)                                                                                      | 9,2 (48,6)                                                                                     | 4,7 (40,5)                                                                                     | 3,2 (37,8)                                                                                     | 7,97 (46,35)                                                                                   |
| Средњи минимум, °C (°F)                                                                        | −3,1 (26,4)                                                                                    | −1,8 (28,8)                                                                                    | −0,1 (31,8)                                                                                    | 3,7 (38,7)                                                                                     | 7,8 (46)                                                                                       | 9,4 (48,9)                                                                                     | 12,4 (54,3)                                                                                    | 12,6 (54,7)                                                                                    | 9,2 (48,6)                                                                                     | 5,3 (41,5)                                                                                     | 2,0 (35,6)                                                                                     | −0,4 (31,3)                                                                                    | −3,1 (26,4)                                                                                    |
| Апсолутни минимум, °C (°F)                                                                     | −16,4 (2,5)                                                                                    | −13,2 (8,2)                                                                                    | −9,9 (14,2)                                                                                    | −3,0 (26,6)                                                                                    | −0,5 (31,1)                                                                                    | 4,0 (39,2)                                                                                     | 6,9 (44,4)                                                                                     | 6,0 (42,8)                                                                                     | 2,2 (36)                                                                                       | −1,7 (28,9)                                                                                    | −7,3 (18,9)                                                                                    | −13,0 (8,6)                                                                                    | −16,4 (2,5)                                                                                    |
| Количина падавина, mm (in)                                                                     | 92,4 (3,638)                                                                                   | 86,9 (3,421)                                                                                   | 74,0 (2,913)                                                                                   | 69,4 (2,732)                                                                                   | 67,4 (2,654)                                                                                   | 51,3 (2,02)                                                                                    | 41,2 (1,622)                                                                                   | 45,3 (1,783)                                                                                   | 72,0 (2,835)                                                                                   | 67,8 (2,669)                                                                                   | 96,7 (3,807)                                                                                   | 79,7 (3,138)                                                                                   | 844,1 (33,232)                                                                                 |
| Дани са падавинама (≥ 1.0 mm)                                                                  | 13,1                                                                                           | 11,5                                                                                           | 11,7                                                                                           | 11,2                                                                                           | 11,1                                                                                           | 8,5                                                                                            | 6,7                                                                                            | 8,3                                                                                            | 9,0                                                                                            | 10,1                                                                                           | 11,9                                                                                           | 12,3                                                                                           | 125,4                                                                                          |
| Дани са снегом                                                                                 | 1,1                                                                                            | 1,2                                                                                            | 0,6                                                                                            | 0,0                                                                                            | 0,0                                                                                            | 0,0                                                                                            | 0,0                                                                                            | 0,0                                                                                            | 0,0                                                                                            | 0,0                                                                                            | 0,2                                                                                            | 0,8                                                                                            | 3,9                                                                                            |
| Релативна влажност, %                                                                          | 88                                                                                             | 84                                                                                             | 78                                                                                             | 76                                                                                             | 77                                                                                             | 76                                                                                             | 75                                                                                             | 76                                                                                             | 79                                                                                             | 85                                                                                             | 87                                                                                             | 88                                                                                             | 80,8                                                                                           |
| Сунчани сати — месечни просек                                                                  | 86,3                                                                                           | 108,8                                                                                          | 161,9                                                                                          | 189,6                                                                                          | 211,1                                                                                          | 242,2                                                                                          | 276,3                                                                                          | 248,7                                                                                          | 207,1                                                                                          | 165,4                                                                                          | 103,2                                                                                          | 83,0                                                                                           | 2.083,6                                                                                        |
| Сунчано време — месечни проценти                                                               | 31                                                                                             | 38                                                                                             | 45                                                                                             | 47                                                                                             | 47                                                                                             | 53                                                                                             | 59                                                                                             | 58                                                                                             | 56                                                                                             | 49                                                                                             | 36                                                                                             | 31                                                                                             | 45,8                                                                                           |
| Извор #1: NOAA                                                                                 |                                                                                                |                                                                                                |                                                                                                |                                                                                                |                                                                                                |                                                                                                |                                                                                                |                                                                                                |                                                                                                |                                                                                                |                                                                                                |                                                                                                |                                                                                                |
| Извор #2: Infoclimat.fr (humidity)                                                             |                                                                                                |                                                                                                |                                                                                                |                                                                                                |                                                                                                |                                                                                                |                                                                                                |                                                                                                |                                                                                                |                                                                                                |                                                                                                |                                                                                                |                                                                                                |

## Историја
Бордо је настао као келтска тврђава у 3. веку п. н. е. У римско доба био је познат под именом Бурдигала и био главни град провинције Аквитанија. Већ тад се у овој регији производило вино, чему је погодовала близина мора као трговачког пута. У 5. веку град су заузели Западни Готи, а 732. на краће време Арапи. Удајом Елеоноре од Аквитаније за Хенрија Плантагента 1152. град је постао енглески посед. У наредним вековима Бордо је доживео трговачки успон, изграђени су градски зидови и градска катедрала. Тада је био престоница историјске области Гијена (данашња северна Аквитанија). После Битке код Кастијона 1453. (види: Стогодишњи рат), град је прикључен Француској. Ова промена није била добра за економију града који је изгубио улогу посредника у трговини вином са Енглеском. Током 16. века трговина се опоравила, а поред вином, трговало се шећером и робовима са Кариба. Луј XIV је 1653. заузео град и оснажио централну власт у Бордоу. Време 18. века представљало је „златно доба“ Бордоа. Тада је изграђено око 5000 зграда у градском центру. Виктор Иго је једном рекао за град Бордо: „узмите Версај, додајте Антверпен, добићете Бордо“. Барон Осман, дугогодишњи префект Бордоа, искористио је искуство из Бордоа у великом пројекту трансформације Париза у доба Наполеона III.
Део града (Месечева лука) је од јуна 2007. на листи Светске баштине УНЕСКО.

## Демографија
| 1962.   | 1968.   | 1975.   | 1982.   | 1990.   | 1999.   | 2006.   | 2011.   |
| ------- | ------- | ------- | ------- | ------- | ------- | ------- | ------- |
| 249.688 | 266.662 | 223.131 | 208.159 | 210.336 | 215.363 | 232.260 | 239.399 |

## Међународна сарадња
| Бристол (Уједињено Краљевство), од 1947.} Лима (Перу), од 1957. Квебек (Канада), од 1962.} Минхен (Немачка), од 1964. Лос Анђелес (САД), од 1968.} Порто (Португал), од 1978. Фукуока (Јапан), од 1982. Мадрид (Шпанија), од 1984.} Ашдод (Израел), од 1984. Казабланка (Мароко), од 1988. | Вухан (Кина), од 1998. Санкт Петербург (Русија), од 1992. Краков (Пољска), од 1993. Рига (Летонија), од 1993. Бамако (Мали), од 1999. Билбао (Шпанија), od 2000. Оран (Алжир), од 2003. Уагадугу (Буркина Фасо), од 2005. Рамала (Палестина), од 2007. |

Општина Бордо је потписала преко 50 уговора у сарадњи са разним градовима.

## Галерија
- Црква Светог Петра
- Споменик Жирондинцима
- Трг берзе
- Велико позориште
- Парк на кеју (Парк светлости)
- Градски трамвај
- Универзитет Бордо 2
- Градска лука
- Miroir d'eau (Водено огледало)